# Фурми
Фурми (фр. Fourmies) насеље је и општина у североисточној Француској у региону Север-Па д Кале, у департману Север која припада префектури Авне сир Елп.
По подацима из 2011. године у општини је живело 12.608 становника, а густина насељености је износила 548,65 становника/km². Општина се простире на површини од 22,98 km². Налази се на средњој надморској висини од 202 метара (максималној 247 m, а минималној 174 m).

## Демографија
| 1962.  | 1968.  | 1975.  | 1982.  | 1990.  | 1999.  | 2011.  |
| ------ | ------ | ------ | ------ | ------ | ------ | ------ |
| 14.508 | 15.117 | 15.505 | 15.242 | 14.505 | 13.867 | 12.608 |

График промене броја становника у току последњих година